# Selaginella dasyloma
Selaginella dasyloma är en mosslummerväxtart som beskrevs av Arthur Hugh Garfit Alston. Selaginella dasyloma ingår i släktet mosslumrar, och familjen mosslummerväxter. Inga underarter finns listade i Catalogue of Life.